# Axel Stefek
Axel Stefek (geb. 1967) ist ein deutscher Ingenieur, Archivar und Stadtführer in Weimar.
Stefek ist am Stadtarchiv in Weimar tätig und stellvertretender Vorsitzender des Fördervereins des Stadtmuseums Weimar. Er hat auch die Redaktion der Reihe Beiträge zur Weimarer Stadtgeschichte inne.
Er organisiert zahlreiche Führungen in und um Weimar, hält Vorträge und ist Chronist der Weimarer Stadtgeschichte. 
Er kuratierte Ausstellungen im Freilichtmuseum Hohenfelden und im Stadtmuseum Weimar.
Themen seiner Publikationen sind u. a. Widerstand und Opposition in der Zeit der DDR in Weimar, Geschichte der Fotografie, Entwicklung der Infrastruktur in der ehemaligen Residenzstadt Weimar (Wasser, Energie, Mühlen), historische Persönlichkeiten. 

## Publikationen (Auswahl)
- Axel Stefek: Weimar unangepasst. Widerständiges Verhalten 1950–1989 (erschienen in der Reihe Weimarer Schriften, hrsg. vom Stadtmuseum Weimar), Weimar 2014 (mit weiteren Beiträgen von Christoph Victor).
- Axel Stefek: „Lichtbilder auf Papier“. Weimars erste Fotografen: Sixt Armin Thon, Adelbert Schenk, Ludwig und Ignaz Frisch. Zur Frühzeit der Fotografie in der Residenzstadt Weimar. Drei Sonderdrucke aus der Zeitschrift „Weimar-Jena : Die große Stadt“ 2014/2015. Mit einem Personenregister. Weimar 2014/2015.
- Axel Stefek: Vorbemerkungen zu den stadtgeschichtlichen Beiträgen. In: Axel Stefek (Hrsg.): Beiträge zur Weimarer Geschichte. Band 2021. Freunde und Förderer des Stadtmuseums Weimar im Bertuchhaus e. V., Weimar 2021, S. 6–8.
- Axel Stefek: Das Weimarer Tonnensystem als Maßnahme der Stadthygiene. In: Axel Stefek (Hrsg.): Wasser unter der Stadt. Bäche, Kanäle, Kläranlagen. Stadthygiene in Weimar vom Mittelalter bis zum 20. Jahrhundert. Weimar 2012, DNB 1027249310, S. 75–123.
- Axel Stefek: Funktionärswechsel, Städtepartnerschaft, Friedensmarsch. Weimar 1987, zwei Jahre vor dem Beginn der Herbstrevolution. In: Gerbergasse 18. Thüringer Vierteljahresschrift für Zeitgeschichte und Politik, Ausgabe 3/2019, Heft 92, S. 52–58.
- Axel Stefek: Johanna Maria Buchholz’ „hänfene Feuerschläuche ohne Nath“. Zum Wirtschaftsleben der Residenzstadt in der Zeit Bertuchs. In: Informationen für Freunde des Stadtmuseums Weimar im Bertuchhaus 2017, S. 1332–1344.
- Axel Stefek: Weimar unterirdisch – Der Lottenbach und der Schützengraben als historische Stadtgewässer. In: Weimar–Jena: Die große Stadt. Band 4, Nr. 4. Vopelius, 2011, ISSN 1869-7895, S. 241–261, hier: S. 242 (Artikel online [PDF; 1,3 MB; abgerufen am 6. Januar 2020]). Abrufbar unter Artikelangebot bei Vopelius
- Axel Stefek: Karl Schwier (1842–1920), „der deutschen Photographenwelt größter Organisator“. In: Axel Stefek (Hrsg.): Beiträge zur Weimarer Geschichte. Bd. 2020. Freunde und Förderer des Stadtmuseums Weimar im Bertuchhaus e. V., Weimar 2020, S. 43–53.
- Axel Stefek (Hrsg.): Energie in Weimar: Vom Mittelalter bis in die Neuere Zeit (= Energiegeschichte der Stadt Weimar. Bd. 1). Hrsg. von der Stadtwerke Weimar Stadtversorgungs-GmbH durch Axel Stefek. Weimar 2016.